# Stefanino Curti
Stefanino Curti (Imola, 12 novembre 1895 – Ponti di Vidor, 10 novembre 1917) è stato un militare italiano, decorato di medaglia d'oro al valor militare alla memoria nel corso della prima guerra mondiale.

## Biografia
Nacque a Imola il 12 novembre 1895 da genitori di origini piemontesi della provincia di Cuneo: Francesco, professore di ginnasio, che lavorò dapprima in Sicilia, poi in Romagna e successivamente in Liguria, e Giuseppina Briolo. In tenera età seguì la famiglia e si trasferì a Parma, dove il padre aveva ottenuto un nuovo incarico e li frequentò, nel biennio 1908-1909, il ginnasio "Gian Domenico Romagnosi", e quindi a Genova, dove nel quinquennio 1909-1914 frequentò il Liceo "Andrea Doria". Dopo aver conseguito la licenza liceale intraprese la carriera militare, e il 5 novembre 1914 entrò in qualità di allievo ufficiale nella Regia Accademia di Fanteria e Cavalleria di Modena dove, durante il corso, chiese e ottenne di essere ammesso nel corpo degli alpini. Il 30 maggio 1915, pochi giorni dopo la dichiarazione di guerra all'Impero austro-ungarico, fu nominato sottotenente in servizio permanente effettivo ed assegnato al 1º Reggimento alpini. Il 14 giugno 1915 raggiunge la zona di operazioni in Carnia destinato al battaglione alpini "Val d'Arroscia". Nel gennaio-marzo 1916 frequentò a Caserta un corso per mitraglieri quindi, promosso tenente, nei primi giorni di giugno fu nuovamente in servizio con il proprio reparto che operava sull'altopiano di Asiago poi sui contrafforti del Cregnèdul, a duemila metri di altezza, dove ricevette un encomio solenne per le sue osservazioni ed informazioni sui movimenti e sulle difese avversarie.
Posto a difesa di Monte Cucco durante l'offensiva austriaca nel Trentino, si distinse a Cucco di Pozze offrendosi volontario per comandare una pattuglia incaricata di tagliare i reticolati nemici ed assumere informazioni per il contrattacco italiano. Nel corso di queste azioni, del 7 e 8 luglio, venne ferito gravemente alla gamba destra e fu costretto a trascorrere un anno di degenza negli ospedali di Brescia e Genova. Per il suo comportamento fu insignito della medaglia di bronzo al valor militare. Dimesso dall'ospedale rientrò al reparto nel giugno 1917 venendo assegnato al servizio negli uffici comando del 12º Gruppo alpini e successivamente al 6º Raggruppamento alpini. Promosso capitano il 23 agosto e assegnato al battaglione alpini "Val Varaita" del 2º Reggimento alpini, che operava in Val Costeana ai piedi delle Tofane, dal 1º novembre assunse il comando della 221ª Compagnia.  Nel frattempo l'offensiva austro-tedesca a Caporetto costrinse il Regio Esercito al ripiegamento fino ad attestarsi sulla riva destra del fiume Piave. Furono fatti saltare tutti i ponti escluso quello di Vidor in vista di una eventuale controffensiva. Con il ritardo nel posizionamento delle Armate italiane si rese necessario trattenere il più possibile il nemico al di là del Piave e venne una testa di ponte sulla sinistra del fiume in corrispondenza dell'unico passaggio ancora aperto a Vidor. Tre battaglioni alpini, fra cui il "Val Varaita", ne vennero posti a difesa. Nel pomeriggio di sabato 10 novembre avvenne l'attacco in forze del nemico, e lui, nonostante le forti perdite subite della sua compagnia, contrattaccò per tre volte alla testa dei pochi superstiti fino a quando, fra le 15 e le 16 del pomeriggio, cadde colpito a morte. Le truppe nemiche ne onorarono il coraggio scavando una fossa e ricomponendo la salma nel mantello dove misero anche la sua rivoltella come segno di grande rispetto. Accanto alla tomba venne posta una croce con scritto Hier ruht ein tapferer italiener ! (Qui giace un valoroso italiano). Nel dicembre 1918 venne insignito della medaglia d'argento al valor militare, commutata successivamente, nel settembre 1920, in medaglia d'oro. Nel settembre 1922 la salma fu trasferita da Vidor a Vicoforte e tumulata nel cimitero della frazione di Fiamenga nella tomba di famiglia.
Al capitano Stefanino Curti furono intitolate un'ala della caserma del 2º Reggimento alpini a Cuneo, la caserma di Chianale in Val Varaita, classi delle scuole medie a Mondovì e Genova, e qui anche una via. Ad Imola la caserma del Presidio Militare (1936), la Sottosezione Alpini (novembre 1932), la Sezione degli ufficiali in congedo e l'Associazione Cavalieri di Vittorio Veneto. Nella Sottosezione imolese è intitolato alla M.O. "Curti" nel gennaio 1932 alla sua costituzione il vicino Gruppo Alpini di Tossignano, così come gli fu intitolato Gruppo Alpini di Vidor all'atto della sua costituzione nell'ottobre 1931, e qui anche una via. Inoltre ad Imola il 10 novembre 1936 viene posta una targa marmorea sulla facciata della casa natale. Nel secondo dopoguerra a lui è intitolato con la rinascita nel 1964, il Gruppo Alpini Imola. Nel novembre 1977 a lui viene intitolata un'area verde ad Imola, attrezzata a parco giochi e completata con tavoli e panchine in muratura, frutto dell’iniziativa e lavoro del locale Gruppo Alpini. Dal 2011 nel "Giardino Stefanino Curti" è stato traslato dalla piazza e qui collocato il Monumento ai Caduti della prima guerra mondiale.